# 王村露德聖母堂
王村露德聖母堂是中國河南省新鄉市原阳县祝楼乡王村的一所天主教聖堂，屬天主教新鄉監牧區。1911年動工，按意大利建築標準設計，歷時兩年落成。聖堂為磚木結構，面積約400平方米，高17米。
外籍傳教士於1950年代被驅逐出境後，王村祇留下兩位中國籍修女服務，1966年文革開始後她們被迫返家，聖堂全部房屋被縣農牧場佔用。直至1991年落實宗教政策後，除了已遭拆除的，剩下的房產歸還教會，宗教活動恢復正常，教徒数量增长明显。21世纪后进行过翻新，现在主要负责人为夏友信。